# Kanyó Béla (fotóművész)
 Kanyó Béla (Budapest, 1939. október 1. – 2020. február vagy előtte) fotóművész, modell- és táncfotós.

## Élete
Kanyó Béla  Budapesten született, villamosmérnök volt. Első képét az általános iskolában fényképezte. Édesapja szabómester volt, aki beiratta angol nyelvet tanulni, ennek a későbbiekben nagy hasznát vette, így kerülhetett Amerikába is. A Villamosipari Főiskola elvégzése után a Csokoládégyárban mint energetikus dolgozott, majd a Magyar Televízió Reflektor szerkesztőségének fotósa lett. Kora ifjúsága óta foglalkozott fotózással. A Magyar Állami Népi Együtteshez egy ismerőse intézte el, hogy bemehessen fényképezni. Itt kezdte el a mozgást fényképezni. A mozgáshoz köthető fényképezés a fő profilja. A táncosok magyarázták el, milyen pillanatokat fotózzon. Később a Magyar Állami Operaház balettegyütteséhez került, ahol Seregi László (táncművész), az ország első számú koreográfusa  tanácsai mellett fotózott. Kamerája végig követte a legnevesebb balett-táncosok munkásságát, sokan általa kaphattak először nagyobb nyilvánosságot.
Huszonkét évig volt a Madách Színház fotósa, de több színház is foglalkoztatta. A MIX magazinnál főmunkatárs volt.  Regös István, a MIX Magazin alapító főszerkesztője elismerő oklevelet adott Kanyó Bélának, ezzel megköszönve munkáját.
Pályafutása során bejárta a fotózás szinte minden területét, de elsősorban tánc- és színházi fotózással foglalkozott. Hat évig dolgozott a Magyar Televízióban stand- és riportfotósként.
Több zenei albumot is fotózott.
Fotós pályafutása során számtalan külföldi úton volt. Operettgálákról, balettgálákról, a ritmikus sportgimnasztika világversenyeiről tudósított.
Számtalan kiállítása volt mind magyarországi, mind külföldi közönség előtt.
A legjelentősebb fotókiállításai: háromszor a Kempinski Galériában, Rátkai Márton Klub, Place des Arts (Montréal), Innsbruck, Oszaka.

## Díjak
- 2003-ban munkásságáért megkapta a Magyar Köztársaság Ezüst Érdemkeresztjét Mádl Ferenc köztársasági elnöktől.
- 2011-ben, a Tánc Világnapján, a legrangosabb szakmai elismerést, a Táncművészetért díjat kapta.

## Családja
Egy lánya van, Kanyó Krisztina, volt manöken, unokája pedig Jezerniczky Sára, a Táncművészeti Főiskola növendéke volt, aki fiatalon elhunyt, 2013-ban.